# Seznam uměleckých realizací z let 1948–1989 v Kroměříži
V období komunistického režimu (1948–1989) byl veřejný prostor měst Československa krášlen umisťováním různých objektů, z nichž některé byly pro svůj jasný ideový obsah po sametové revoluci odstraněny, některé ve veřejném prostoru zůstaly. Ani Kroměříž nebyla výjimkou. Jde především o plastiky (lidověji sochy), které jsou někdy označovány jako vetřelci a volavky (pomineme-li figurální tvorbu, která má na rozdíl od těchto objektů už z podstaty jasný ideový obsah). Tyto objekty, které měly krášlit například nově vzniklá sídliště, zpravidla nejsou kulturními památkami a unikají pozornosti návštěvníků i obyvatel měst. Mnohdy vznikla kvůli tomu, že zákonem bylo stanoveno, že jedno procento z rozpočtu stavby se musí použít na uměleckou výzdobu místa.

## Dochované
| Název                            | Fotografie | Poloha                           | Datum instalace | Autor                             | Popis a poznámky |
| -------------------------------- | ---------- | -------------------------------- | --------------- | --------------------------------- | --- |
| Dívka                            |            | 49°17′34″ s. š., 17°22′46″ v. d. |                 | Josef Deyl (1889–1957)            | Pískovcová socha původně stávala před Veřejnou odbornou školou pro ženská povolání (nyní ZŠ Zámoraví). Po zrušení školy byla přesunuta do areálu kroměřížské nemocnice.                                                                               |
| Úrodná Haná                      |            | 49°18′5″ s. š., 17°23′52″ v. d.  | 1948            | Antonín Ivanský (1910–2000)       | Socha je umístěna blízko vchodu do Podzámecké zahrady z ulice Vejvanovského. Byla zhotovena v roce 1948 pro potřeby dekorativní výzdoby při příležitosti výstavy „100 let českého národního života v Kroměříži“.                                      |
| Dřík barokní kašny               |            | 49°17′50″ s. š., 17°22′47″ v. d. | 1955            | Zdeněk Kovář (1917–2004)          | dřík barokní kašny s alegoriemi Elektřiny, Průmyslu, Zemědělství a Ovocnářství v Květné zahradě |
| Opice                            |            | 49°17′19″ s. š., 17°23′31″ v. d. | 1966            | Vincenc Vingler (1911–1981)       | plastika u Mateřské školky na sídlišti Slovan |
| Mateřství                        |            | 49°18′0″ s. š., 17°23′59″ v. d.  | 1969            | Alois Šutera (1933–1983)          | socha z pálené hlíny (110x195 cm) na sídlišti Bělidla |
| Ptáci                            |            | 49°17′29″ s. š., 17°23′45″ v. d. | 1973            | Vincenc Vingler (1911–1981)       | plastika v parku na sídlišti Slovan u pravoslavného chrámu svatého Cyrila a Metoděje, naproti Knihovny Kroměřížska, původně stávala před Domem kultury, kde ji nahradila socha Klemeta Gottwalda                                                      |
| Památník Jana Milíče z Kroměříže |            | 49°17′57″ s. š., 17°23′35″ v. d. | 1974            | Bedřich Hanák (1923–1987)         | památník věnovaný šestistému výročí úmrtí Jana Milíče z Kroměříže |
| Plastika na vsypové loučce       |            | 49°17′15″ s. š., 17°23′15″ v. d. | 1977            | Josef Uprka (* 1939)              | vápencová plastika na vsypové loučce kroměřížského hřbitova |
| Stěna s keramickými reliéfy      |            | 49°17′49″ s. š., 17°24′11″ v. d. | 1979            | Josef Uprka (* 1939)              | stěna s keramickými reliéfy na sídlišti Oskol |
| Radost ze života                 |            | 49°17′51″ s. š., 17°24′11″ v. d. | 1980            | Alois Šutera (1933–1983)          | kruhově koncipovaný betonový monolit osazený pěti figurálními kompozicemi (reliefy) znázorňující alegorie: Mateřství, Člověk a příroda, Hudba, Sport a Vzdělání (v 370 cm, průměr v půdoryse 480 cm) na sídlišti Oskol                                |
| Proměny                          |            | 49°18′32″ s. š., 17°24′3″ v. d.  | 1980            | Otilie Demelová Šuterová (* 1940) | reliéf na objektu společnosti PLASTIKA Real s.r.o. na Kaplanově ulici |
| Haná                             |            | 49°18′4″ s. š., 17°22′42″ v. d.  | 1981            | František Kovařík (* 1937)        | plastika na sídlišti Barbořina, obdobná plastika od stejného autora pojmenovaná Úroda stojí před VOŠ a SOŠ zemědělsko-technickou v Bystřici nad Pernštejnem                                                                                           |
| Dívka v sukni                    |            | 49°18′6″ s. š., 17°22′55″ v. d.  | 1984            | Konrád Babraj (1921–1991)         | pískovcová socha v areálu škol: Vyšší odborná škola potravinářská a Střední průmyslová škola mlékárenská Kroměříž a Střední škola hotelová a služeb, Kroměříž, realizováno při jejich přestavbě na ulici Pavlákova, investorem byl podnik Lacrum Brno |
| Kroměříž                         |            | 49°17′32″ s. š., 17°23′43″ v. d. | 1984            | Jiří Vlach (* 1946)               | reliéf v atriu bývalého kina Slovan, po prekonstrukci objektu na Knihovnu kroměřížska byl zkrácen a umístěn v klidové zóně ve středu knihovny |
| Mateřství                        |            | 49°17′31″ s. š., 17°22′38″ v. d. | 1984            | Otilie Demelová Šuterová (* 1940) | před objektem Zdravotnické záchranné služby, naproti Psychiatrické léčebny |
| Slunce                           |            | 49°17′4″ s. š., 17°23′15″ v. d.  | 1987            | Bohuslav Metelka (* 1959)         | před smuteční síní kroměřížského hřbitova |
| Schoulená                        |            | 49°17′49″ s. š., 17°24′5″ v. d.  | 1988            | Antonín Kulda (1921–2010)         | socha na sídlišti Oskol |
| Přesýpací hodiny                 |            | 49°17′16″ s. š., 17°23′18″ v. d. | 1989            | Bohuslav Metelka (* 1959)         | plastika u kolumbárií v přední části kroměřížského hřbitova, investor Kroměřížské technické služby |

## Odstraněné
| Název                                 | Fotografie | Poloha                           | Datum instalace    | Autor                            | Popis a poznámky |
| ------------------------------------- | ---------- | -------------------------------- | ------------------ | -------------------------------- | --- |
| Památník bojů za osvobození Kroměříže |            | 49°17′50″ s. š., 17°23′17″ v. d. | 1946 (1974)        |                                  | Památník tvořil blok s pamětními deskami se jmény padlých rumunských vojínu a občanů města, na kterém stál německý protitankový kanón 7,5 cm Pak 40. Při rekonstrukci náměstí Míru byl v roce 1974 památník přesunut ke Květné zahradě před jednu z budov Justiční akademie. Dělo si do sbírek převzal Vojenský historický ústav Praha. V centrální evidenci válečných hrobů a pietních míst je památník evidován pod označením "CZE-7203-01565".                                                        |
| Rudoarmějec                           |            | 49°17′46″ s. š., 17°23′46″ v. d. | 1956               | Stanislav Mikuláštík (1912–1997) | pískovcová socha v letech 1956-1990 umístěná před budovou ONV - dnes Finanční úřad na Husově náměstí na podstavci byl nápis: VEČNÁ PAMĚT HRDINŮM OSVOBODITELŮM NAŠÍ VLASTI nyní je socha uložena v depozitu Muzea Kroměřížska v Rymicích |
| Tank                                  |            | 49°17′30″ s. š., 17°23′31″ v. d. | 1960               |                                  | Tank IS-2 byl umístěn na rohu dnešních ulic Velehradská a Vrobelova na podstavci z hrubého lomového kamene, na kterém byla v průčelí umístěna pamětní deska z červeného mramoru s nápisem (vlevo českým a vpravo ruským): Se Sovětským svazem na věčné časy. Z vděčnosti sovětskému lidu jeho komunistické straně a hrdinné armádě k 15. výročí osvobození města Kroměříže. Občané města Kroměříže. Památník byl v listopadu 1991 zrušen a tank skončil ve sbírkách Vojenského technického muzea Lešany. |
| Klement Gottwald                      |            | 49°17′55″ s. š., 17°23′57″ v. d. | 5. května 1975     | Miloš Axman (1926–1990)          | původně stávala před Domem kultury plastika Vincence Vinglera Ptáci, která byla přesunuta do parku na sídlišti Slovan, v roce 1990 byla provedena demontáž sochy Klementa Gottwalda a její uložení v depozitu Muzea Kroměřížska v Rymicích |
| Kosmonauti                            |            | 49°17′26″ s. š., 17°23′47″ v. d. | 10. listopadu 1979 | Jan Bartoš (* 1947)              | na nádvoří ZŠ Slovan (od roku 2012 je uložena v depozitu v sídle společnosti Kroměřížské technické služby s.r.o.), další instalace téže sochy je u stanice metra Háje (dříve Kosmonautů) a v Košicích v areálu bývalé Vojenské letecké akademie. |
| Dělník                                |            | 49°18′20″ s. š., 17°24′13″ v. d. | 1986               | Miroslav Göttlich (* 1954)       | socha stávala před vstupem do společnosti Magneton od roku 1993 je socha uložena v depozitu Muzea Kroměřížska v Rymicích |